# Heidi Krüger
Heidi Krüger (* 1933) ist eine ehemalige deutsche Schönheitskönigin der 1950er Jahre.

## Leben
Heidi Krüger wurde am 12. Dezember 1953 in einem Wettbewerb der Tageszeitung Hamburger Morgenpost in der Ernst-Merck-Halle in Hamburg zur „Miss Germany 1953/54“ gewählt – Konkurrenz zu Christel Schaack, die den Titel von einem anderen Veranstalter in Baden-Baden erhalten hatte.
Sie nahm im gleichen Jahr in London an der Wahl zur Miss World teil.
Vor den Wahlen zur Miss Europe 1954 in Vichy, für die Christel Schaack qualifiziert war, meldete sich bei der Jury plötzlich eine zweite Miss Germany: die 21-jährige Heidi Krüger, die ohne Einladung mit ihrer Mutter angereist war. Auch sie wollte Deutschland bei diesem Wettbewerb vertreten! Sie wurde zwar dem Publikum vorgestellt, aber das Organisationskomitee ließ sie zur Wahl selbst nicht zu.